# Perpet z Maastricht
Perpet(uus), biskup Maastricht (zm. ok. 620 lub 647) – biskup diecezji Maastricht, święty Kościoła katolickiego.
Jego wspomnienie liturgiczne w Kościele katolickim obchodzone jest 4 listopada.